# Horváth Csaba (sakkozó)
Horváth Csaba (Budapest, 1968. június 5. –) magyar sakkozó, nemzetközi nagymester, kétszeres magyar bajnok, sakkolimpikon, nemzetközi versenybíró. Testvére Horváth József ugyancsak nemzetközi sakknagymester.

## Pályafutása
1984-88 között öt alkalommal vett részt ifjúsági világbajnokságokon, ahol a legjobb eredménye az 1988-ban, Arnheimben elért 4-7. helye. 1994-ben és 1998-ban felnőtt magyar bajnoki címet szerzett.
1985-ben mester, 1986-ban nemzetközi mester és 1993-ban érte el a nemzetközi nagymesteri fokozatot. 1990-ben sakkedzői oklevelet szerzett, 1998-tól nemzetközi versenybíró.
2016. augusztusban az Élő-pontértéke 2507. A magyar ranglistán az aktív játékosok között a 22. helyen áll. Rapidsakkban a pontértéke 2561, villámsakkban 2554. Az eddigi legmagasabb pontértéke 2566 volt, amit 2014. júniusban ért el.

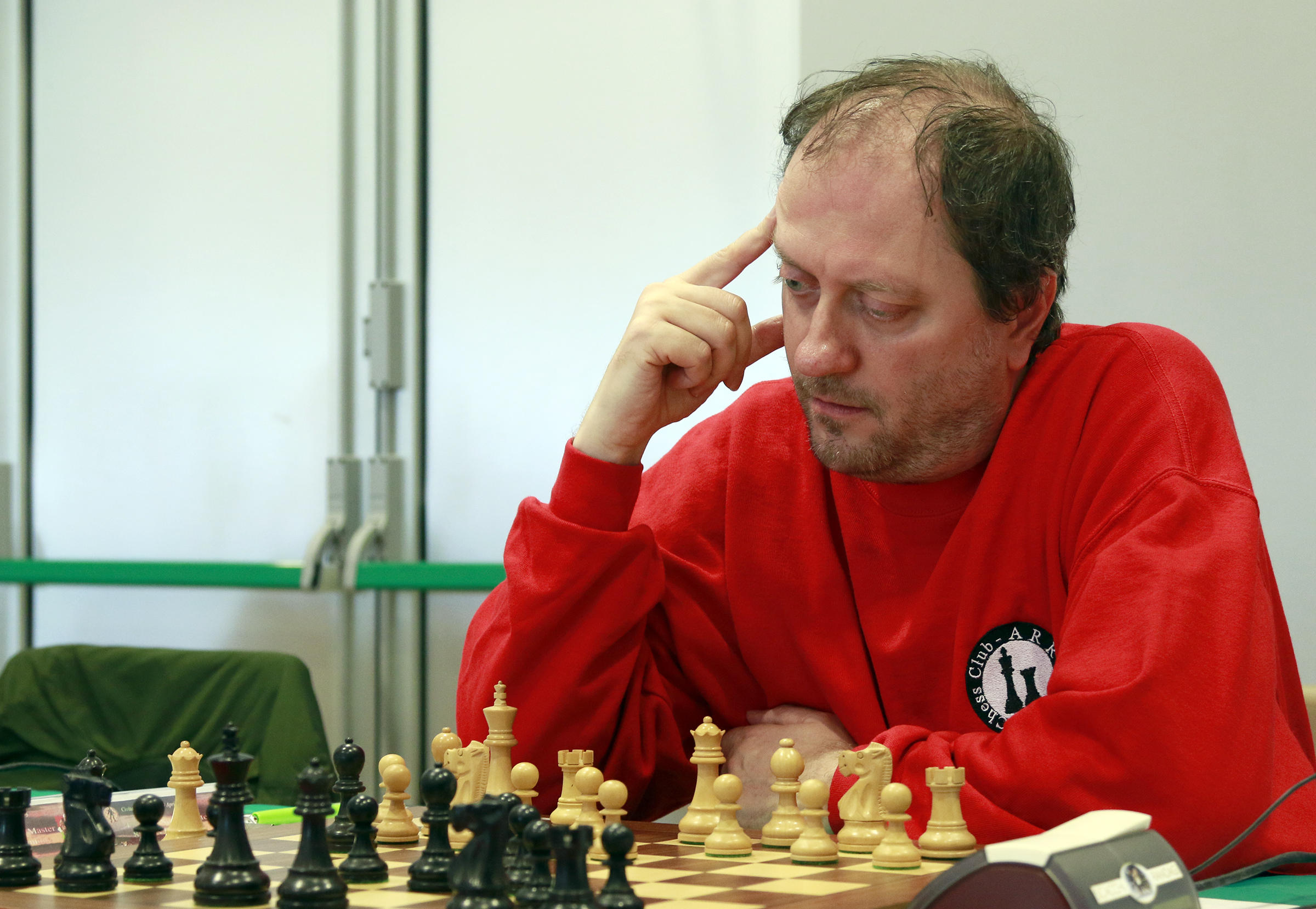
Horvath Csaba. 47° Italian Team Championship, 2015. Civitanova Marche (Italy)

## Kiemelkedő versenyeredményei
- 1986 – 2. helyezés Oakham
- 1987 – 2. helyezés Debrecen, Barcza Gedeon emlékverseny
- 1990 – 1. helyezés Budapest, Noviki-A verseny
- 1991 – 1. helyezés Budapest IM verseny
- 1991 – 2. helyezés Ótátrafüred
- 1992 – 1. helyezés Budapest Eurodata verseny
- 1992 – 1. helyezés Zalakaros
- 1994 – 1. helyezés Budapest First Saturday FS08 GM verseny
- 1995 – 1. helyezés Velden
- 1995 – 1. helyezés Mravinci
- 1996 – 1. helyezés Budapest First Saturday FS05 GM verseny
- 1995 – 2. helyezés Balatonberény
- 1997 – 1-2. helyezés Budapest Honvéd verseny
- 1997 – 2. helyezés Kairó
- 1998 – 1. helyezés Budapest First Saturday FS12 GM verseny
- 1999 – 2. helyezés Budapest First Saturday FS04 GM verseny
- 2001 – 1. helyezés Chambéry[4]
- 2001 – 2. helyezés Zalakaros[5]
- 2001 – 2. helyezés Split Cvitanovic emlékverseny[6]
- 2001 – 2. helyezés Helsinki Shakkinet GM verseny[7]
- 2002 – 1. helyezés Budapestj First Saturday FS04 GM-A verseny[8]
- 2002 – 2. helyezés Aschach[9]
- 2003 – 1-3. helyezés Split[10]
- 2004 – 1. helyezés Split Cvitanovic emlékverseny[11]
- 2004 – 1. helyezés Chambéry[12]
- 2004 – 1. helyezés Zalakaros[13]
- 2005 – 1. helyezés Val Thorens[14]
- 2005 – 2. helyezés Zalakaros[15]
- 2006 – 2. helyezés Split[16]
- 2007 – 1. helyezés Havanna Capablanca emlékverseny open[17]
- 2007 – 1. helyezés Santa Clara[18]
- 2007 - 3. helyezés (holtversenyben): Moncada nemzetközi nagymesterverseny, Santiago de Cuba[19]
- 2007 - 2-3. helyezés Chambery[20]
- 2008 - 2-4. helyezés Leiden[21]
- 2009 - 3. helyezés: Split[22]
- 2009 - 2. helyezés: Val Thorens[23]
- 2009 - 2-3. helyezés Chambery[24]
- 2010 - 2-4. helyezés Chambery[25]
- 2010 - 2-3. helyezés Eupen[26]
- 2010 - 1-2. helyezés Bécs[27]
- 2011 - 3. helyezés: Alfred Husek emlékverseny, Németország[28]
- 2012 - 1. helyezés Forio D'Ischia[29]
- 2012 - 1-3. helyezés Bécs[30]
- 2013 - 1-2. helyezés Montesilvano[31]
- 2013 - 1. helyezés Gallipoli[32]
- 2013 - 1-2. helyezés Forio[33]
- 2013 - 1. helyezés Great Hopes Tournament, Budapest[34]
- 2013 - 2. helyezés Magyar sakkbajnokság döntő, Gyula[35]

## Csapateredményei
A magyar válogatott tagja volt az 1990-es és 1998-as sakkolimpián, valamint az 1989-es és az 1992-es Európa-bajnokságon.
A MITROPA Kupán 1990-ben a 2., 1993-ban az 1., 1999-ben a 3. helyet szerezte meg a magyar válogatott tagjaként. 1993-ban egyénileg a mezőny legjobb eredményét érte el.

## Díjai, elismerései
- Pro Urbe díj (2003) A Zalaegerszegi Csuti-Hydrocomp SK sakkcsapatának tagjaként.[39]